# 拉泰里
拉泰里（Lateri），是印度中央邦Vidisha县的一个城镇。总人口14067（2001年）。

## 人口
该地2001年总人口14067人，其中男性7493人，女性6574人；0—6岁人口2518人，其中男1341人，女1177人；识字率49.95%，其中男性为59.38%，女性为39.22%。